# V495 Андромеды
V495 Андромеды (лат. V495 Andromedae) — одиночная переменная звезда в созвездии Андромеды на расстоянии приблизительно 2043 световых лет (около 626 парсеков) от Солнца. Видимая звёздная величина звезды — от +10,6m до +10,43m.

## Характеристики
V495 Андромеды — жёлтая эруптивная переменная звезда типа RS Гончих Псов (RS) спектрального класса G. Радиус — около 5,98 солнечных, светимость — около 24,326 солнечных. Эффективная температура — около 5240 K.